# Gonzalo Payo Subiza
Gonzalo Payo Subiza (* Pulgar (Toledo), 10 de gener de 1931 - † Toledo, 13 d'agost de 2002) va ser un polític espanyol de Castella-la Manxa, diputat al Congrés dels Diputats en les legislatures constituent i primera, i president de Castella-la Manxa.

## Biografia
Llicenciat en Matemàtiques per la Universitat de Saragossa (1958), i doctor Enginyer Geògraf des de 1964. Va ser escollit diputat per la província de Toledo en dues ocasions en les llistes d'Unió de Centre Democràtic, primer a les eleccions generals espanyoles de 1977, en la legislatura constituent, i a les següents eleccions generals de 1979. També va ser membre del primer Consistori democràtic de Toledo per la UCD i president de la Diputació Provincial de Toledo.
A tots aquests càrrecs, s'afegixen els de president regional i provincial del seu partit. A més, fou el segon president de Castella-la Manxa en l'època preautonòmica en substitució del senador Antonio Fernández-Galiano, entre febrer i desembre de 1982. Tota aquesta acumulació de càrrecs fa que fins i tot es qüestioni la possible incompatibilitat legal a proposta del PSOE en ple municipal. El 1982 decideix no presentar-se, abandona la política, excepte alguns contactes amb la Unió Liberal el 1984, fins a 1995, quan és escollit diputat regional a les files del Partit Popular, romanent en el càrrec fins al dia de la seva mort.